# Květnov (Blatno)
Květnov (dříve Kvinov, německy Quinau) je vesnice v Krušných horách v okrese Chomutov. Stojí asi sedm kilometrů severozápadně od Chomutova v nadmořské výšce kolem 625 metrů. Byla založena nejspíše ve čtrnáctém století a po většinu doby patřila k chomutovskému nebo červenohrádeckému panství. Po zrušení poddanství se Květnov dvakrát stal na krátkou dobu samostatnou obcí, ale od padesátých let dvacátého století patří k Blatnu. V šestnáctém století se květnovský kostel Navštívení Panny Marie stal významným poutním místem.

## Název
Název vesnice je pravděpodobně odvozen z osobního jména Květen, ale při převzetí do němčiny prošel složitějším vývojem, jehož výsledkem byly historické tvary Kvinov nebo Quinau používané v roce 1854. V historických pramenech se jméno vyskytuje ve tvarech: Kwinow (1552), na wsi Kwinowu (1561), w Kwinowie (1564), Cuina (1606), Kwinau (1787) nebo Kwinau a Kwina (1846).

## Historie

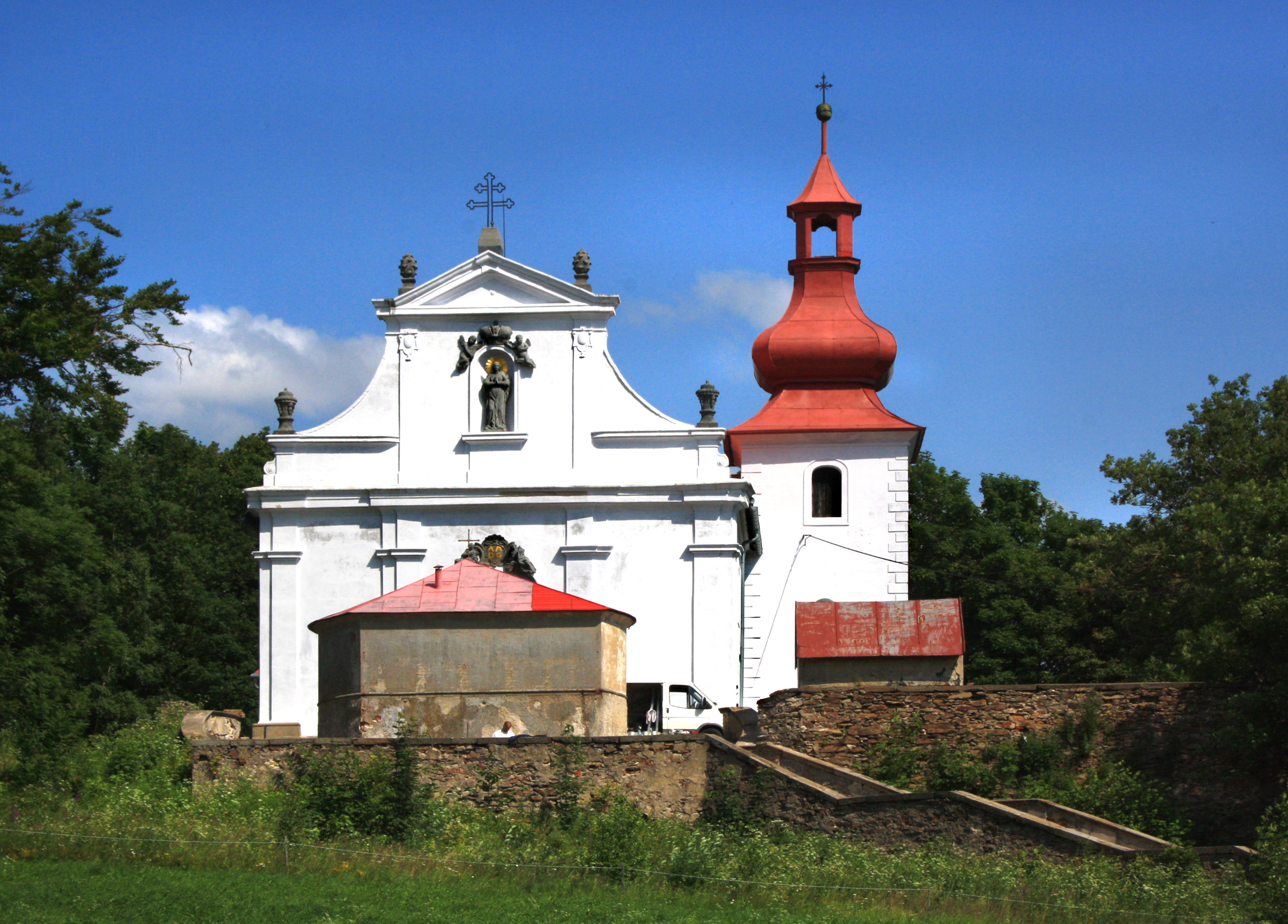
Poutní kostel Navštívení Panny Marie

První písemná zmínka o vesnici pochází z roku 1359, kdy zde jeden lán patřil pánům z Alamsdorfu. Od stejného roku patřila zdejší rychta chomutovskému měšťanovi Hynku Plaubnerovi. V záznamech řádu německých rytířů z chomutovské komendy se vesnice objevuje v letech 1382–1393. Podle rozboru katastrálních map je však možné, že Květnov patří k nejstarším sídlům tzv. chomutovského újezdu a byl součástí majetku, který věnoval Bedřich Načeratec řádu v roce 1252. Podle jiné hypotézy byl ve čtrnáctém století Květnov součástí najštejnského panství pánů z Alamsdorfu, kteří postupně rozprodávali svůj majetek, a na konci téhož století již hrad patřil chomutovské komendě.
Další písemné zprávy o vesnici pochází až ze druhé poloviny šestnáctého století. Některé z nich uvádí květnovské pláteníky, kteří byli členy chomutovského plátenického cechu. Květnov zůstal součástí chomutovského panství až do roku 1605, kdy část zabaveného majetku Jiřího Popela z Lobkovic koupil Adam Hrzán z Harasova a vesnici připojil k červenohrádeckému panství, u kterého zůstala až do roku 1850.
V šestnáctém století byla u vesnice postavena kaple, ve které údajně došlo k zázračnému uzdravení a Květnov se stal poutním místem. Kaple byla postupně rozšířena na dochovaný poutní kostel, ke kterému v době baroka směřovala četná procesí. Zejména díky milostné soše madony místo patřilo do poutní trasy s Bohosudovem, Mariánskými Radčicemi, Horním Jiřetínem, Chomutovem, Zahražanami a Údlicemi. Autor mariánského atlasu Wilhelm Gumppenberg je zařadil mezi nejvýznamnější poutní místa Evropy. Zprávy ze druhé poloviny osmnáctého století uvádějí, že v době moru v Chomutově ho navštívilo až osm tisíc lidí během jednoho týdne.
Následky vojenských akcí v Květnově během třicetileté války neznáme. Dochovaly se však zprávy blatenského faráře, který si v roce 1637 stěžoval, že část květnovských protestantů odmítá přestoupit ke katolictví. V roce 1640 dokonce pět poddaných odešlo kvůli víře do Saska. Podle Berní ruly z roku 1654 bylo ve vsi pět pustých a jedna vypálená usedlost. Obyvatelé se živili prodejem dřeva v Chomutově a zemědělstvím na neúrodných polích. Žili zde tři sedláci, kterým patřily tři potahy, devět krav, dvacet jalovic, deset prasat a deset koz. Dalších dvanáct chalupníků mělo dohromady sedmnáct potahů, 29 krav, 33 jalovic, sedm prasat a dvacet koz. Jeden z chalupníků provozoval hospodu a jiný mlýn. Kromě nich tu žilo několik nádeníků závislých na obci, kteří měli pouze jednu krávu, dvě jalovice a kozu.
V devatenáctém století byl ve vsi hostinec a na Bílině stály mlýny Teichmühle a Linzmühle. Linzmühle stával u křižovatky silnice z Květnova do Orasína a do Mezihoří a byla u něj také pila a stoupa na tříslo upravená později na výrobu šindelů. Výroba třísla z dubové kůry skončila okolo roku 1900. Ve vesnici se nacházela tzv. páchnoucí studna, ze které vyvěral pramen se sirnatým zápachem a chutí.
V roce 1903 byl vybudován vodovod a vodu z Bíliny odebíral jirkovský pivovar. Na počátku dvacátých let dvacátého století byl u Květnova otevřen stříbrný důl kadaňské firmy Kräupl a Hartmann, ale pro špatné výsledky byl brzy uzavřen. Elektrifikace proběhla roku 1922 připojením k rozvodům kadaňské elektrárny. Ve třicátých letech dvacátého století většina obyvatel pracovala v lese nebo v zemědělství na malých hospodářstvích. Kromě toho ve vsi byly dva hostince, obchod se smíšeným zbožím, Linzův mlýn s pilou a z řemeslníků pouze švec.
Po roce 1990 přišli do téměř vylidněné vesnice noví obyvatelé. Bylo opraveno několik hrázděných domů a postupně se obnovila tradice poutí.

## Přírodní poměry

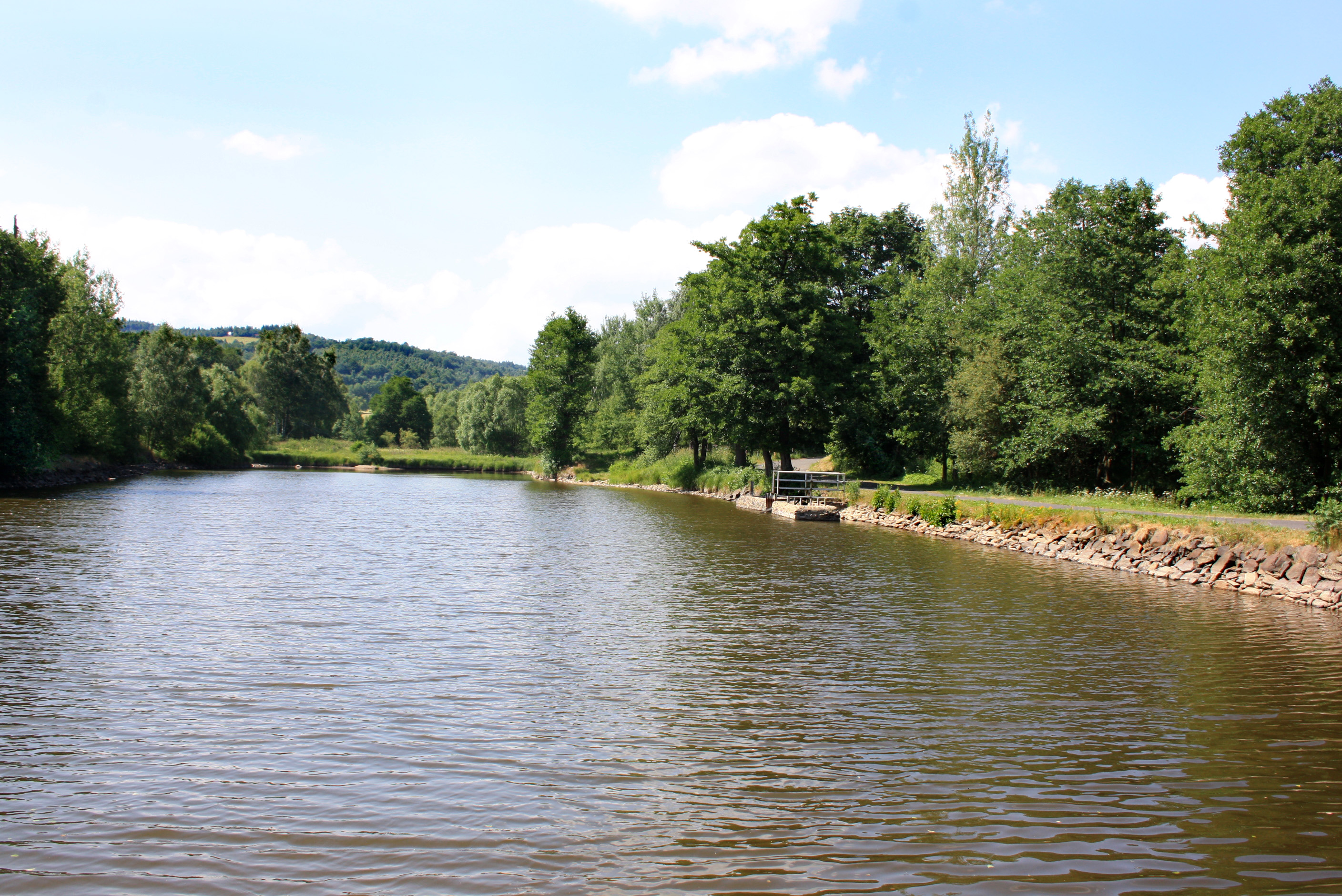
Rybník Tři Kříže nad bývalým mlýnem Teichmühle

Květnov stojí v jihozápadní části katastrálního území Květnov u Chomutova o rozloze 5,67 km². Hranici území vymezují údolí Bíliny na severu a na východě a údolí Malé vody na jihu a jihozápadě. Na západě hranice vede přibližně podél silnice z Blatna do Mezihoří. Nachází se asi 1,2 kilometru severovýchodně od Blatna a 7,3 kilometru severozápadně od Chomutova.
V geologickém podloží převládají předvariské intruzivní horniny a horniny neznámého stáří, které jsou často deformované a metamorfované. Zastupují je různé druhy metagranitů až metagranodioritů a ortoruly. V jihozápadním a jihovýchodním cípu území se vyskytují také prekambrické dvojslídné a biotitické ruly.
V geomorfologickém členění Česka oblast leží v geomorfologickém celku Krušné hory, podcelku Loučenská hornatina a okrsku Bolebořská vrchovina, která na hranici katastrálního území v údolí mezi Mezihořím a Orasínem přechází do Rudolické hornatiny a na západě do Přísečnické hornatiny. Nejnižší body území s nadmořskou výškou okolo 450 metrů se nachází v místech, kde se Bílina a Malá voda vlévají do vodní nádrže Jirkov, zatímco nejvyšší bod s výškou okolo 670 metrů se nachází na výšině s pomístním názvem U Holubí skály na severozápadě. Samotná vesnice stojí ve výšce okolo 625 metrů.
Z půdních typů naprosto převládá podzol kambický, ale v údolí Malé vody jihozápadně a jihovýchodně od vesnice se vyskytuje také glej modální. Významné vodní toky tečou podél hranic území. Bílina i Malá voda zásobují vodní nádrž Jirkov pitnou vodou. Nádrž je spolu s rybníkem Tři kříže jedinou větší vodní plochou v oblasti.
Do jihovýchodní části katastrálního území zasahuje přírodní památka Najštejnské bučiny.

## Obyvatelstvo
Při sčítání lidu v roce 1921 zde žilo 179 obyvatel (z toho 85 mužů), kteří byli s výjimkou jednoho Čechoslováka německé národnosti a kromě tří evangelíků patřili k římskokatolické církvi. Podle sčítání lidu z roku 1930 měla vesnice 158 obyvatel: 156 Němců a dva cizince. Všichni se hlásili k římskokatolické církvi.
|                                                                      | 1869 | 1880 | 1890 | 1900 | 1910 | 1921 | 1930 | 1950 | 1961 | 1970 | 1980 | 1991 | 2001 | 2011 | 2021 |
| -------------------------------------------------------------------- | ---- | ---- | ---- | ---- | ---- | ---- | ---- | ---- | ---- | ---- | ---- | ---- | ---- | ---- | ---- |
| Obyvatelé                                                            | 238  | 202  | 178  | 210  | 177  | 179  | 158  | 37   | 30   | 15   | 7    | 2    | 7    | 11   | 23   |
| Domy                                                                 | 31   | 31   | 30   | 30   | 29   | 28   | 29   | 14   | —    | 4    | 3    | 3    | 5    | 5    | 15   |
| Počet domů z roku 1961 je zahrnut v celkovém počtu domů obce Blatno. |      |      |      |      |      |      |      |      |      |      |      |      |      |      |      |

## Obecní správa
Květnov je částí obce Blatno. Po zrušení poddanství se stal v roce 1850 samostatnou obcí, ale v roce 1869 je uváděn jako osada Blatna. V letech 1880–1930 byl opět obcí, ale po roce 1945 byl znovu připojen k Blatnu.

## Doprava
Květnovem vede jediná silnice č. III/25212, která spojuje silnici III/2524 z Chomutova do Blatna a silnici III/25211 z Boleboře do Kalku. Po silnici vede značená cyklotrasa č. 3079 z Bezručova údolí přes Boleboř do Rudolic v Horách. Autobusová linková doprava do vesnice nezajíždí. Nejbližší zastávka se nachází jižně od Radenova asi 750 severozápadně od vesnice, ale vede k ní pouze polní cesta. Nejbližší pravidelně obsluhovaná železniční stanice je v Chomutově.

## Pamětihodnosti

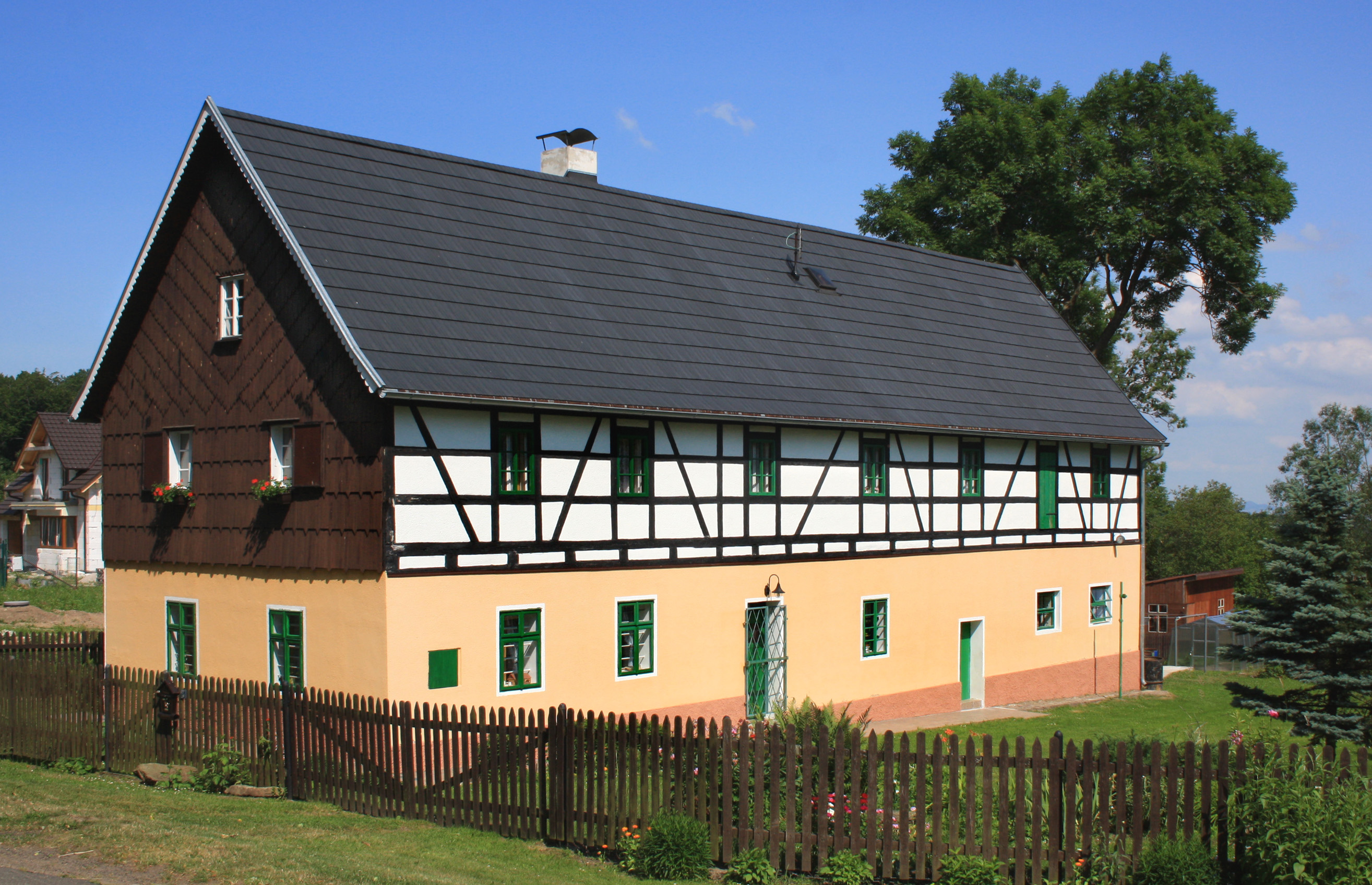
Usedlost čp. 11

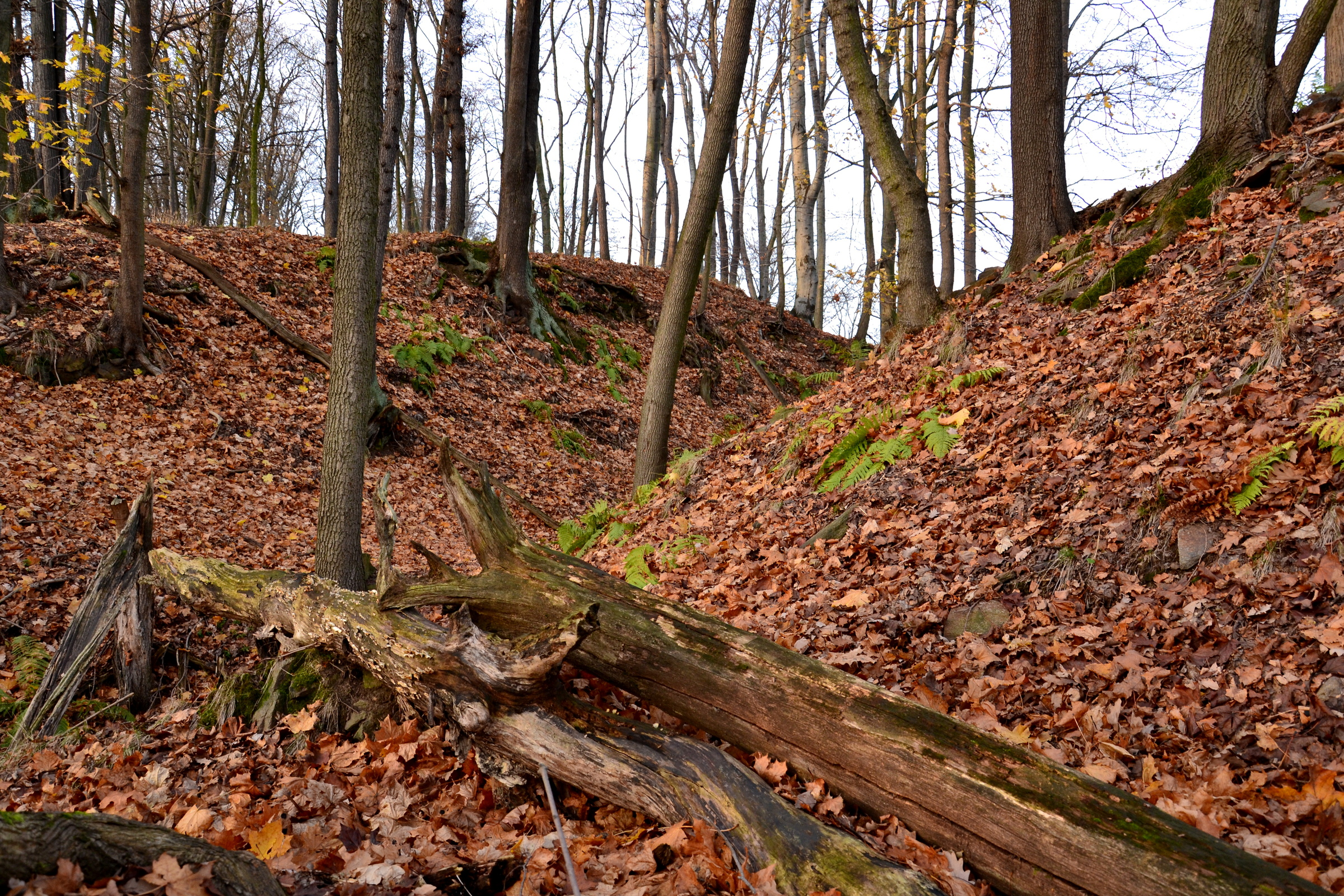
Příkop hradu Najštejn

- Poutní kostel Navštívení Panny Marie stojí na místě kaple, vystavěné ve druhé polovině šestnáctého století a rozšířené v letech 1674 a 1685 Chomutovskými jezuity. Ve štítu je barokní kamenná socha Panny Marie Květnovské. Hlavní mariánský oltář je barokní z doby kolem roku 1700, na svatostánku stojí pozdně gotická dřevořezba z doby kolem roku 1450: poutní socha Panny Marie Samodruhé se snědou tváří a rozepjatými pažemi, která byla v roce 1999 restaurována a znovu vysvěcena.[23] Boční oltáře jsou zasvěceny svaté Anně a svatému Janu Nepomuckému.[24].
- Památkově chráněné usedlosti čp. 4 a 11 jsou volně stojící domy z poloviny devatenáctého století se zděným přízemím, hrázděným patrem a štíty obloženými šindelem.[25][26]
- Na strmém ostrohu nad vodní nádrží Jirkov se dochovaly pozůstatky zaniklého hradu Najštejn založeného pány z Alamsdorfu ve čtrnáctém století.[27]
- Jižně od vesnice stojí u silnice k Blatnu socha Madony s dítětem z roku 1899[24] a přibližně o sto metrů dále na jih je smírčí kříž.[12]
- Socha Ukřižovaného Krista z roku 1737 na návsi[24]